# Antirhea foveolata
Antirhea foveolata är en måreväxtart som beskrevs av Shu Miaw Chaw. Antirhea foveolata ingår i släktet Antirhea och familjen måreväxter. Inga underarter finns listade i Catalogue of Life.